# X世代 (电影)
《X世代》（英語：Generation X），为美国一部电视电影，导演为Jack Sholder，1996年2月20日在二十世纪福克斯电视台首播，该电视电影根据漫威漫画《X世代》改编。由新世界娱乐和漫威娱乐制作。